# Quassel IRC
Quassel IRC (kurz: Quassel) ist ein grafischer, verteilter IRC-Client. Er wird unter der GPL für Linux und andere Unix-Derivate wie auch FreeBSD oder Mac OS X sowie für Microsoft Windows veröffentlicht. Es gibt auch Clients für iOS und Android. Unter Kubuntu ab Version 9.04 („Jaunty Jackalope“) ist Quassel der Standard-IRC-Client. Es benutzt die Klassenbibliothek Qt4 oder Qt5.

## Architektur
Quassel basiert auf dem Client-Server-Modell: die Kern-Anwendung kann auf einem immer mit dem Internet verbundenen Server ausgeführt werden, ein oder mehrere Clients verbinden sich mit dem Kern.
Auf diese Weise kann die Verbindung zum IRC aufrechterhalten werden, auch wenn die Clients beendet werden.
Vorbilder für diese Funktionalität waren die Kombination aus Screen und WeeChat beziehungsweise teilweise IRC-Bouncer.
Es steht außerdem eine Variante zur Verfügung, die Kern und Client in einem Programm vereint – diese verhält sich wie ein „gewöhnlicher“ IRC-Client, das heißt, es muss zum Beispiel kein externer Kern verwaltet werden.

## Funktionen
Quassel ermöglicht die gleichzeitige Verbindung zu mehreren IRC-Servern. Für die Verwaltung von Spitznamen, Abwesenheitsgrund etc. können unterschiedliche Identitäten angelegt werden.
Um die Eingabe häufig verwendeter Befehle zu erleichtern, ist es möglich „Aliase“ anzulegen.
Erweiterte Funktionen sind der „Chat-Monitor“, in welchem die Unterhaltungen einer (konfigurierbaren) Auswahl an Kanälen angezeigt werden und eine Webseitenvorschau für URLs in der Unterhaltung.

### Verlauf
Quassel speichert den Gesprächsverlauf in einer SQLite- oder PostgreSQL-Datenbank. Beim Hochscrollen des Chatfensters werden ältere Ausschnitte des Verlaufs automatisch geladen. Auf diese Weise ist ein nahtloses Betrachten des zurückliegenden Gesprächs möglich.
Der Verlauf kann jedoch noch nicht direkt exportiert werden; ebenso gibt es im Moment keine einfache Möglichkeit, länger zurückliegende Gespräche zu durchsuchen.

### Sicherheit
Die Verbindung zwischen Client und Kern kann per SSL verschlüsselt werden.